# Perecse
Perecse is een plaats (község) en gemeente in het Hongaarse comitaat Borsod-Abaúj-Zemplén. Perecse telt 32 inwoners (2001).